# Montes Hemo

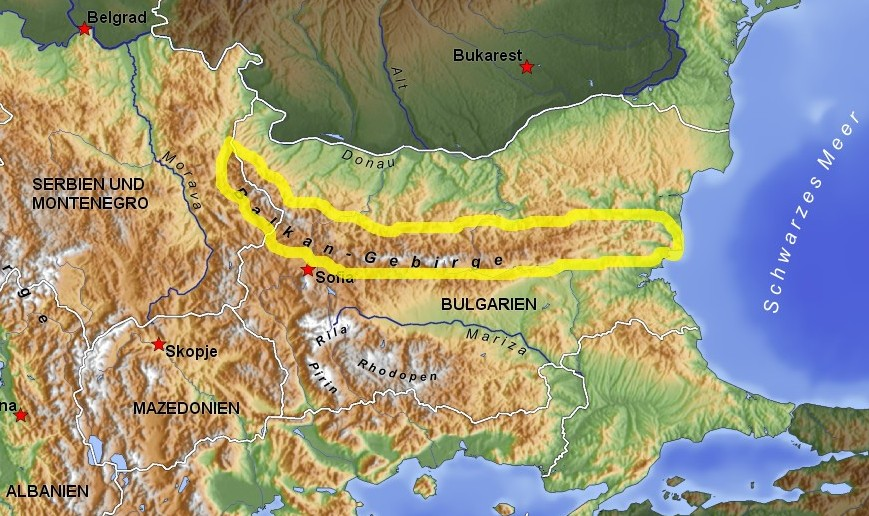
Localización de los montes Hemo o montes Balcanes, que separan la cuenca del Danubio de la actual Bulgaria, antigua Tracia.

Los montes Hemo (en latín: Haemus; en griego antiguo: Αἷμος, Haimos) son unas montañas de Tracia hoy conocidas como los montes Balcanes. El nombre deriva supuestamente de la palabra tracia Saimon (cordillera) que los griegos convirtieron en Haimos.
Las montañas conocidas por Hemo se extendían desde el mar Adriático hasta el mar Negro. Heródoto aplica este nombre a las montañas al oeste de las Montañas Ródope, con el río Cío, tributario del Danubio, como divisoria, pero la mayoría de autores limitan el nombre a las montañas del este, desde el Monte Vitosha hasta el mar Negro, donde acababa entre las ciudades de Nauloco y Mesembria. Los antiguos decían que desde la montaña más alta se podía ver el Adriático y el mar Negro, pero esto fue refutado por Estrabón. Plinio el Viejo dice que cerca de la cumbre de la montaña más alta había una ciudad de nombre Aristaeum. Seis pasos de montaña importantes son mencionados por los antiguos, siendo el principal el situado entre Filipópolis y Sardica, que Amiano Marcelino menciona con el nombre de Succi o Succorum angustiae, pero es más conocido como Puerta de Trajano.
En la cordillera de los montes Hemo vivían pueblos tracios, y Heródoto y Estrabón mencionan algunas tribus específicas: los besos, los díos, satras y los asti. Los romanos los consideraban bandidos, ya que los asti, especialmente, eran los principales piratas del mar Negro, pero más tarde fueron trasladados a otro emplazamiento por Filipo V de Macedonia.
En el siglo IV d. C. los montes dieron su nombre a la provincia romana de Hemimonto.